# Yao Lei
Yao Lei (née le 24 février 1990) est une joueuse de badminton singapourienne née avec la nationalité chinoise. Elle a remporté une médaille d'argent en double dames et une médaille de bronze en double mixte aux Jeux du Commonwealth de 2010 et a représenté Singapour en Badminton aux Jeux olympiques d'été de 2012 à Londres, associée à Shinta Mulia Sari.

## Biographie
Les deux parents de Yao Lei, Yao Yiping et Gu Xiaojing, ont été des joueurs de badminton internationaux. En 2003, à l'âge de treize ans, elle a émigré avec sa famille à Singapour dans le cadre du Foreign Sports Talent Scheme (en),.
Yao Lei a pris sa retraite sportive en 2014, évoquant un manque de motivation. Elle s'est inscrite à l'Université de Suzhou (Chine) pour suivre une formation d'entraîneur sportif.
En 2018, Yao Lei reprend la compétition après avoir achevé ses études. Elle participe à l'Open de badminton de Singapour 2018, associée à Lim Ming Hui en double dames et au malaisien Tan Boon Heong en double mixte.

## Résultats

### Jeux du Commonwealth
Double dames
| Année | Lieu                                       | Partenaire        | Adversaire                   | Score        | Résultat |
| ----- | ------------------------------------------ | ----------------- | ---------------------------- | ------------ | -------- |
| 2010  | Siri Fort Sports Complex (en), Delhi, Inde | Shinta Mulia Sari | Jwala Gutta Ashwini Ponnappa | 16–21, 19–21 | Argent   |

Double mixte
| Année | Lieu                                       | Partenaire        | Adversaire                  | Score                  | Résultat |
| ----- | ------------------------------------------ | ----------------- | --------------------------- | ---------------------- | -------- |
| 2010  | Siri Fort Sports Complex (en), Delhi, Inde | Chayut Triyachart | Chan Peng Soon Goh Liu Ying | 21-14–21, 17–21, 21–17 | Bronze   |

### Jeux d'Asie du Sud-Est
Double dames
| Année | Lieu                                                 | Partenaire        | Adversaire                      | Score               | Résultat |
| ----- | ---------------------------------------------------- | ----------------- | ------------------------------- | ------------------- | -------- |
| 2009  | Gym Hall 1, National Sports Complex, Vientiane, Laos | Shinta Mulia Sari | Chin Eei Hui Wong Pei Tty       | 12–21, 11–21        | Argent   |
| 2011  | Istora Senayan, Jakarta, Indonésie                   | Shinta Mulia Sari | Nadya Melati Vita Marissa       | 18–21, 17–21        | Bronze   |
| 2013  | Wunna Theikdi Indoor Stadium, Naypyidaw, Birmanie    | Shinta Mulia Sari | Vivian Hoo Kah Mun Woon Khe Wei | 21–23, 21–17, 17–21 | Bronze   |

### Championnats du monde junior
Double filles
| Année | Lieu                                                   | Partenaire  | Adversaire             | Score        | Résultat |
| ----- | ------------------------------------------------------ | ----------- | ---------------------- | ------------ | -------- |
| 2008  | Shree Shiv Chhatrapati Sports Complex (en), Pune, Inde | Fu Mingtian | Xie Jing Zhong Qianxin | 21–19, 21–17 | Or       |

### Championnats d'Asie junior
Double filles
| Année | Lieu                                  | Partenaire  | Adversaire                       | Score        | Résultat |
| ----- | ------------------------------------- | ----------- | -------------------------------- | ------------ | -------- |
| 2007  | Stadium Juara, Kuala Lumpur, Malaisie | Fu Mingtian | Richi Puspita Dili Debby Susanto | 10–21, 17–21 | Bronze   |

### BWF Super Series
Double dames
| Année | Lieu              | Partenaire        | Adversaire                | Score        | Résultat  |
| ----- | ----------------- | ----------------- | ------------------------- | ------------ | --------- |
| 2010  | Open de Singapour | Shinta Mulia Sari | Kim Min-jung Lee Hyo-jung | 21–17, 22–20 | Vainqueur |

 Tournoi Finales des Masters
 Tournoi BWF Superseries Premier
 Tournoi BWF Super Series

### BWF Grand Prix
Double dames
| Année | Lieu                          | Partenaire        | Adversaire                                        | Score               | Résultat  |
| ----- | ----------------------------- | ----------------- | ------------------------------------------------- | ------------------- | --------- |
| 2008  | Open du Viêt Nam              | Shinta Mulia Sari | Shendy Puspa Irawati Meiliana Jauhari             | 16–21, 21–19, 11–21 | Finaliste |
| 2010  | Open d'Inde                   | Shinta Mulia Sari | Jwala Gutta Ashwini Ponnappa                      | 21–11, 9–21, 21–15  | Vainqueur |
| 2011  | Open du Viêt Nam              | Shinta Mulia Sari | Anneke Feinya Agustin Nitya Krishinda Maheswari   | 21–23, 24–26        | Finaliste |
| 2011  | Open des Pays-Bas (badminton) | Shinta Mulia Sari | Duanganong Aroonkesorn Kunchala Voravichitchaikul | 10–21, 16–21        | Finaliste |
| 2011  | Masters de Corée du Sud       | Shinta Mulia Sari | Eom Hye-won Jang Ye-na                            | 15–21, 16–21        | Finaliste |
| 2011  | Syed Modi International       | Shinta Mulia Sari | Miyuki Maeda Satoko Suetsuna                      | 21–17, 21–18        | Vainqueur |
| 2012  | Masters de Malaisie           | Shinta Mulia Sari | Chin Eei Hui Wong Pei Tty                         | 18–21, 18–21        | Finaliste |

Double mixte
| Année | Lieu        | Partenaire        | Adversaire                    | Score              | Résultat  |
| ----- | ----------- | ----------------- | ----------------------------- | ------------------ | --------- |
| 2010  | Open d'Inde | Chayut Triyachart | Valiyaveetil Diju Jwala Gutta | 21–23, 22–20, 7–21 | Finaliste |

 Tournoi BWF Grand Prix Gold
 Tournoi BWF Grand Prix

### BWF International Challenge/Series
Double dames
| Année | Lieu                         | Partenaire        | Adversaire                            | Score               | Résultat  |
| ----- | ---------------------------- | ----------------- | ------------------------------------- | ------------------- | --------- |
| 2007  | Ballarat International       | Frances Liu       | Shinta Mulia Sari Vanessa Neo         | 21–14, 17–21, 15–21 | Finaliste |
| 2007  | Waikato International (en)   | Frances Liu       | Shinta Mulia Sari Vanessa Neo         | 21–11, 18–21, 21–17 | Vainqueur |
| 2008  | Singapore International (en) | Shinta Mulia Sari | Nadya Melati Devi Tika Permatasari    | 14–21, 21–14, 21–13 | Vainqueur |
| 2008  | Vietnam International (en)   | Shinta Mulia Sari | Frances Liu Vanessa Neo               | 15–21, 21–18, 16–21 | Finaliste |
| 2008  | Indonesia International (en) | Shinta Mulia Sari | Shendy Puspa Irawati Meiliana Jauhari | 14–21, 18–21        | Finaliste |
| 2009  | Singapore International      | Shinta Mulia Sari | Jung Kyung-eun Kim Jin-ock            | 20–22, 21–18, 20–22 | Finaliste |
| 2010  | Romanian International (en)  | Shinta Mulia Sari | Jillie Cooper Emma Mason              | 21–8, 21–10         | Vainqueur |
| 2010  | Polish International (en)    | Shinta Mulia Sari | Chan Tsz Ka Chau Hoi Wah              | 18–21, 21–16, 21–10 | Vainqueur |
| 2011  | Kharkiv International (en)   | Shinta Mulia Sari | Sandra Marinello Birgit Michels       | 21–17, 18–21, 21–15 | Vainqueur |
| 2011  | Belgian International (en)   | Shinta Mulia Sari | Mariana Agathangelou Heather Olver    | 21–12, 21–18        | Vainqueur |
| 2013  | Singapore International      | Shinta Mulia Sari | Fu Mingtian Vanessa Neo               | 19–21, 21–15, 21–13 | Vainqueur |

Double mixte
| Année | Lieu                         | Partenaire        | Adversaire                           | Score               | Résultat  |
| ----- | ---------------------------- | ----------------- | ------------------------------------ | ------------------- | --------- |
| 2008  | Singapore International (en) | Riky Widianto     | Chayut Triyachart Shinta Mulia Sari  | 21–17, 21–18        | Vainqueur |
| 2008  | Indonesia International (en) | Chayut Triyachart | Fran Kurniawan Shendy Puspa Irawati  | 19–21, 13–21        | Finaliste |
| 2010  | Romanian International (en)  | Chayut Triyachart | Wouter Claes Nathalie Descamps       | 21–13, 23–21        | Vainqueur |
| 2010  | Polish International         | Chayut Triyachart | Andrej Ashmarin Anastasia Prokopenko | 12–21, 17–21        | Finaliste |
| 2011  | Kharkiv International (en)   | Chayut Triyachart | Michael Fuchs Birgit Michels         | 18–21, 14–21        | Finaliste |
| 2011  | Belgian International (en)   | Chayut Triyachart | Jorrit de Ruiter Selena Piek         | 23–25, 21–16, 21–14 | Vainqueur |

 Tournoi BWF International Challenge
 Tournoi BWF International Series